# Deinostema
Deinostema es un género con dos especies de plantas de flores perteneciente a la familia Scrophulariaceae. 

## Especies seleccionadas
- Deinostema adenocaula
- Deinostema violacea

- Datos: Q8354445
- Multimedia: Deinostema / Q8354445
- Especies: Deinostema